# Cecilia Franke
Cecilia Franke, född 23 december 1955 i Malmö, är en svensk organist och tonsättare.
Franke är utbildad tandläkare, men sedan 1991 har hon tjänstgjort som kyrkomusiker. Hon avlade kantorsexamen 1975 och studerade komposition för Sven-David Sandström, Henrik Strindberg, Per Mårtensson och Mattias Svensson vid Gotlands Tonsättarskola och därefter för Rolf Martinsson och Kent Olofsson vid Musikhögskolan i Malmö. Hon invaldes som medlem i Föreningen svenska tonsättare 2009.

## Utmärkelser
- 2001 – Kompositionsstudiestipendium ur Inge och Einar Rosenborgs Stiftelse för Svensk Musik.
- 2005 – Stiftelsen Annik och Lars Leanders kompositionsstudiestipendium.
- 2007 – Stims stipendium
- 2008 – Stipendium, Kungliga Musikaliska Akademien
- 2009 – Stims stipendium
- 2010 – Stipendium, FST Föreningen svenska tonsättare
- 2011 – Stims stipendium

## Verkförteckning
- Ännu ser vi en gåtfull spegelbild för blandad kör och piano till text ur Korinthierbreven (2000)
- Biblisk tonmålning: Och röken från rökelsen steg ur ängelns hand för orgel (2000)
- Embers för altblockflöjt och cembalo (2000)
- Infall och reflektioner för piano (2000)
- Stråkkvartett (2000–01)
- Iuxta för 2 violiner (2001)
- Visheten för 12-stämmig blandad kör till text ur Salomos vishet (2001)
- Vinjett, 3 stycken inspirerade av Tomas Tranströmers dikter (2001–02)
  - "Balakirevs dröm”' för 4-händigt piano (2001)
  - "Minnena ser mig" för klarinett och 4 flöjter (2001)
  - "Sammanhang" för violin och piano (2002)
- Dagsmeja för altblockflöjt och cembalo (2002)
- The Myth of Vineta för flöjt, oboe, klarinett, valthorn och fagott (2002)
- Jag är för orgel (2002–03)
- Till ingång för blandad kör, 2 violiner, viola, cello och kontrabas till text ur Tidegärden (2003)
- Ljuvlig är din boning, Herre Sebaot! för blandad kör a cappella till text ur Psaltaren (2003)
- Lova Herren, min själ! för blandad kör, 2 violiner, viola, cello och kontrabas till text ur Psaltaren (2003)
- Magnificat för blandad kör och orgel (2003)
- Vävarens skyttel för stråkorkester (2004)
- Min vän är min för mezzosopran, baryton och piano till text ur Höga Visan (2004)
- O väldiga Treenighet för blandad kör, 2 violiner, viola, cello och kontrabas till text av Alf Härdelin (2004)
- Meandrar för violin och piano (2005)
- Liksom regn för mezzosopran och orgel till text ur Jesaja (2005)
- Febris för 2 violiner (2005–06)
- Conversatio morum för röst och orgel (2006)
- Maxwells demon, elektroakustisk musik (2006)
- Det finns barn som ingen ber för, för röst och orgel (2006)
- Palimpsest för cello och orgel (2006)
- I bortvändhet är vi en i mängden för röst och orgel (2006)
- Långfredag för unison sång a cappella (2006)
- En camaïeu för stråkorkester (2006)
- När du ser på mig utan förbehåll för röst och orgel (2006)
- Doucai för orkester (2006–07)
- Herre, låt din nåd vila över oss för försångare/soloröst, församling, orgel (2007)
- Ljuset för blandad kör till text av Gustaf Larsson (2007)
- Sjung Guds lov i era hjärtan för baryton och orgel till text ur Kolosserbrevet (2007)
- I krukmakarens hand för orgel (2007)
- Mother-of-Pearl för pianotrio (2007–08)
- Circadian för blåsensemble och slagverk (2008)
- Min duva för blandad kör a cappella till text av Theodor Kallifatides (2008)
- Unda maris för orkester (2008–09)
- En femma för 2-stämmig ungdomskör och orgel (2009)
- Återkomst för violinduo och damkör till text av Magnus William-Olsson (2010)
- Samtidsmässa i global kris för violinduo och blandad-kör till text av Lennart Sjögren (2010–11)
  1. ”Ljuset” (Kyrie)
  2. ”Regnbågen” (Gloria)
  3. ”En ljusare eld” (Credo)
- Vinden blåser vart den vill för flöjt och orgel (2011)
- Ordjuret för damkör a cappella till text av Lennart Sjögren (2012)
- Pando för flöjt, oboe, klarinett, valthorn och fagott (2012)
- Silver renat i degeln för orgel (2012–13)
- Vägen för damkör a cappella till text av Katarina O’Nils (2013)
- Amber för blåskvintett och stråkkvintett (flöjt, oboe, klarinett, valthorn, fagott, 2 violiner, viola, cello och kontrabas) (2013–14)
- Röstfragment för blandad kör a cappella till text av Lars-Magnus Magnusson (2014)
- metafysik för 2 sopraner och 2 celli till text av Lars-Magnus Magnusson (2015)